# Ронки (Варезе)
Ронки је насеље у Италији у округу Варезе, региону Ломбардија.
Према процени из 2011. у насељу је живело 57 становника. Насеље се налази на надморској висини од 282 м.